# Joanna Trollope
Joanna Trollope est une écrivaine britannique née le 9 décembre 1943  à Minchinhampton dans le Gloucestershire.
Elle est officier de l'ordre de l'Empire britannique.

## Œuvres traduites en français
- Jeux d'orgue, [« The choir »], trad. de Fanchita Gonzalez Batlle, Paris, Éditions Autrement, coll. « Diableries », 1994, 326 p.  (ISBN 2-86260-494-1)
- Un amant espagnol, [« A Spanish lover »], trad. de Dominique Peters, Paris, Éditions France Loisirs, 1994, 340 p.  (ISBN 2-7242-8100-4)
- Trop jeune pour toi, [« The men and the girls »], trad. de Dominique Peters, Paris, Éditions Belfond, 1994, 261 p.  (ISBN 2-7144-3221-2)
- La Femme du pasteur, [« The rector's wife »], trad. de Dominique Peters, Paris, Éditions Belfond, 1995, 278 p.  (ISBN 2-7144-3282-4)
- De si bonnes amies, [« The best of friends »], trad. de Dominique Peters, Paris, Éditions Calmann-Lévy, 1996, 291 p.  (ISBN 2-7021-2597-2)
- Les Liens du sang, [« Next of kin »], trad. de Dominique Peters, Paris, Éditions Calmann-Lévy, 1997, 298 p.  (ISBN 2-7021-2722-3)[1]
- Les Enfants d'une autre, [« Other people's children »], trad. de Dominique Peters, Paris, Éditions Calmann-Lévy, 1999, 304 p.  (ISBN 2-7021-2966-8)
- Séparation de cœur, [« Marrying the mistress »], trad. de Dominique Peters, Paris, Éditions Calmann-Lévy, 2000, 302 p.  (ISBN 2-7021-3093-3)[2]
- Une fille du Sud, [« Girl from the South »], trad. de Dominique Peters, Paris, Éditions Calmann-Lévy, 2003, 322 p.  (ISBN 2-7021-3348-7)
- Une famille, [« Brother and sister »], trad. de Michèle Lévy-Bram, Paris, Éditions Plon, 2004, 275 p.  (ISBN 2-259-19968-2)[3]
- La Deuxième Lune de miel, [« Second honeymoon »], trad. de Isabelle Chapman, Paris, Éditions Plon, 2006, 366 p.  (ISBN 2-259-20294-2)
- Les Vendredis d'Eleanor, [« Friday nights »], trad. de Isabelle Chapman, Paris, Éditions Plon, coll. « Feux croisés », 2008, 353 p.  (ISBN 978-2-259-20708-9)
- Désaccords mineurs, [« The other family »], trad. de Johan-Frédérik Hel-Guedj, Paris, Éditions des Deux Terres, 2012, 331 p.  (ISBN 978-2-84893-113-5)[4]
- Les Femmes de ses fils, [« Daughters-in-Law »], trad de Johan-Frédérik Hel-Guedj, Paris, Éditions Des Deux Terres, 2013, 333 p.  (ISBN 978-2848931401)[5]
  - Format poche : Éditions Points, 2014, 402 p.  (ISBN 978-2757848401)
- Raison et sentiments, [« Sense and Sensibility »], trad de Jocelyne Barsse, Saint-Victor-d'Épine, Éditions Terra Nova, 2014, 388 p.  (ISBN 978-2824604893) (reprise de Sense and Sensibility de Jane Austen[6])
- À parts égales, [« Balancing Act »], Paris, Éditions des Deux Terres, 15 avril 2015, 352 p.  (ISBN 978-2848932255)

## Œuvres non traduites en français
- A Village Affair, Bloomsbury Publishing, 1989, 231 p.  (ISBN 0-06-039102-2)